# Antimateria psichica
Antimateria Psichica è il sedicesimo album di Deca, pubblicato nel 2023 da Atom Institute su edizioni Sonor Music Editions.

## L'album
Antimateria Psichica è il sedicesimo album in studio di Deca (musicista), anche se alcune fonti riportano che sia il ventesimo, probabilmente perché in molti casi vengono conteggiate anche le antologie di brani inediti. 
Il lavoro si basa su una modalità sperimentale di taglio scientifico che utilizza specifiche frequenze sonore e le innesta in determinate elaborazioni musicali che ne amplificano gli effetti. Nelle note di copertina viene raccomandato l'ascolto con dispositivi hi-fi e in cuffia, in condizioni di totale concentrazione per massimizzare gli effetti psicotropi del suono. Onde Delta, Onde Theta e varie altre frequenze sono caratterizzanti di ogni singola traccia, come si evince anche dai titoli di alcuni brani. Gli studi effettuati sulla materia dall'autore gli hanno consentito di creare una forma di musica che oscilla tra atmosfere ambient e atmosfere minimaliste dalle connotazioni cosmiche, come lasciano intendere alcuni titoli dei brani (Epsilon Reticuli). Ma è soprattutto il tema della psiche a delineare il concept dell'opera e dunque il suono ha quasi sempre un profilo che si discosta da qualsiasi genere musicale. In tal senso la scelta del termine antimateria sembra legarsi metaforicamente all'idea che si tratti una non-musica, come hanno sottolineato alcuni critici.
Ogni brano dura esattamente 6 minuti, fatta eccezione per quelli di apertura e chiusra che durano 4 minuti. Una sorta di schema speculare permea tutto l'album. Anche l'iconografia ha peculiari valenze matematiche e simboliche che si rifanno alla dimensione neurale e psichica.
L'autore non ha mai dichiarato se nell'album siano presenti anche registrazioni di toni binaurali, benché sia riportato invece dalle recensioni su alcune testate. All'ascolto si rilevano comunque vari effetti tridimensionali che dividono in più linee direzionali i vari suoni.
Ad oggi non risulta siano stati effettuati studi esterni su Antimateria Psichica da parte di istituti scientifici.

## La copertina
La copertina di Antimateria Psichica, completamente in bianco e nero, è stata progettata e realizzata dall'autore in collaborazione con il suo storico team grafico - Atom Art - e la fotografa e artista visuale Cirkus Vogler (alias Romina Bracchi). 
L'immagine principale ritrare il compositore con il volto privo di connotati (occhi, bocca, naso), le braccia incrociate a X e le mani che tengono tra indici e pollici i bulbi oculari. Sullo sfondo una grande Luna. Intorno panneggi di tulle e figure stilizzate fatte con degli spaghi. All'interno e in altre parti dell'edizione fisica su cd rielaborazioni dell'immagine principale che rimarcano l'allegoria del volto senza connotati. Tra le immagini all'interno della copertina c'è una fotografia che ritrae tre mani che compiono tre gesti apotropaici o mudra. Il primo quello volgarmente detto gesto delle corna, il secondo detto gesto delle fiche e un terzo non codificato.

## Tracce
1. Incipi' - 4:00
2. Camera Atropo - 6:00
3. Proxima Neuralis - 6:00
4. Aura Delta - 6:00
5. Plasma Hydra - 6:00
6. Aura Theta - 6:00
7. Epsilon Reticuli - 6:00
8. Antimateria Psichica - 6:00
9. Excipit - 4:00